# Агафонов, Евгений Андреевич
Евгений Андреевич Агафонов (29 января [10 февраля] 1879, Харьков — 12 июня 1955, Нью-Хейвен) — русский художник, иллюстратор и стенограф. Автор портретов, натюрмортов, жанровых сцен и декоративных панно.

## Биография
Родился 29 января (10 февраля)  1879 года в купеческой семье. В 1889—1896 годах учился в Харьковском реальном училище. Посещал занятия Д. И. Безперчего. В 1899—1907 годах обучался в Императорской Академии художеств, где учился у П. О. Ковалевского и Ф. А. Рубо. За участие в студенческой демонстрации у Казанского собора 4 марта 1901 года был выслан из столицы и сослан в Ахтырку. В революцию 1905—1907 годов иллюстрировал харьковские сатирические журналы «Штык», «Меч», «Злой дух» и др. Осенью 1907 года получил звание художника за картину «Ломовики». В 1910 года за эту же картину был удостоен золотой медали на Южнорусской выставке в Екатеринославе.
Окончив учёбу в Академии художеств, работал в Харькове. Писал портреты, картины и панно в условной декоративной манере с использованием малороссийских народных мотивов. Автор портрета актрисы В. Ф. Комиссаржевской. Исполнил иллюстрации к «Майской ночи» Н. В. Гоголя. С 1908 года активно выставлялся в Товариществе харьковских художников, на выставке в Киеве, в Ростове-на-Дону и Курске. Участвовал в 1908 году в киевской выставке «Звено», организованной Д. Д. Бурлюком, А. А. Экстер и М. Ф. Ларионовым. Руководил студией «Голубая лилия» (1907—1912), при которой возникла авангардистская группа художников (Д. П. Городеев, А. П. Почтенный, М. М. Синякова и др.). В 1909 году группа провела одноименную выставку и организовала экспериментальный театр-кабаре «Голубой глаз». Просуществовав два сезона театр был закрыт в феврале 1911 года, художник оформил для театра ряд постановок, в том числе «Незнакомку» А. А. Блока, позднее показанную в Петербурге. В начале 1911 года с группой молодёжи (А. Н. Грот, А. М. Загонов, Н. Р. Савин, М. С. Фёдоров, Э. А. Штейнберг и др.) вышел из Товарищества харьковских художников и организовал авангардистское объединение «Кольцо» (1911—1914), которое провело три выставки с участием «бубнововалетцев» (1911, 1912, 1914). В 1913 году вступил в группу «Бубновый валет» и экспонировался на её выставках в Петербурге и Москве.
В 1914—1918 годах находился на фронте Первой мировой войны. В сентябре 1918 года вернулся в Харьков. Принял участие в издании «Театрального журнала» (оформил обложки № 5-8 за 1918 год), помещал в них свои работы. Был членом «Художественного цеха», участвовал в двух его выставках в конце 1918 года и в январе 1919 года. В 1919 году руководил мастерской рисования и живописи Пролеткульта и участвовал в 1-й выставке Подотдела искусств Харьковского Совета рабочих депутатов и во 2-й выставке «Художественного цеха».
В начале 1920-х годов в эмиграции в США. Занимался станковой живописью, графикой и рекламой. Провёл несколько персональных выставок. Участвовал в выставке Общества независимых художников в 1929 году и групповой выставке в галерее French в 1931 году в Нью-Йорке, провёл персональные выставки в галерее Caz-Delbo в Нью-Йорке и в Публичной библиотеке Дерби. Имел студию в Оксфорде в Коннектикуте. Похоронен на кладбище в Ансонии.
Многие работы, находившиеся в Харьковском художественном музее, были уничтожены во время Великой Отечественной войны, сохранились лишь отдельные рисунки и театральные эскизы. Часть сохранившихся произведений представлена в Лебединском краеведческом музее.